# インターセックス・アジア

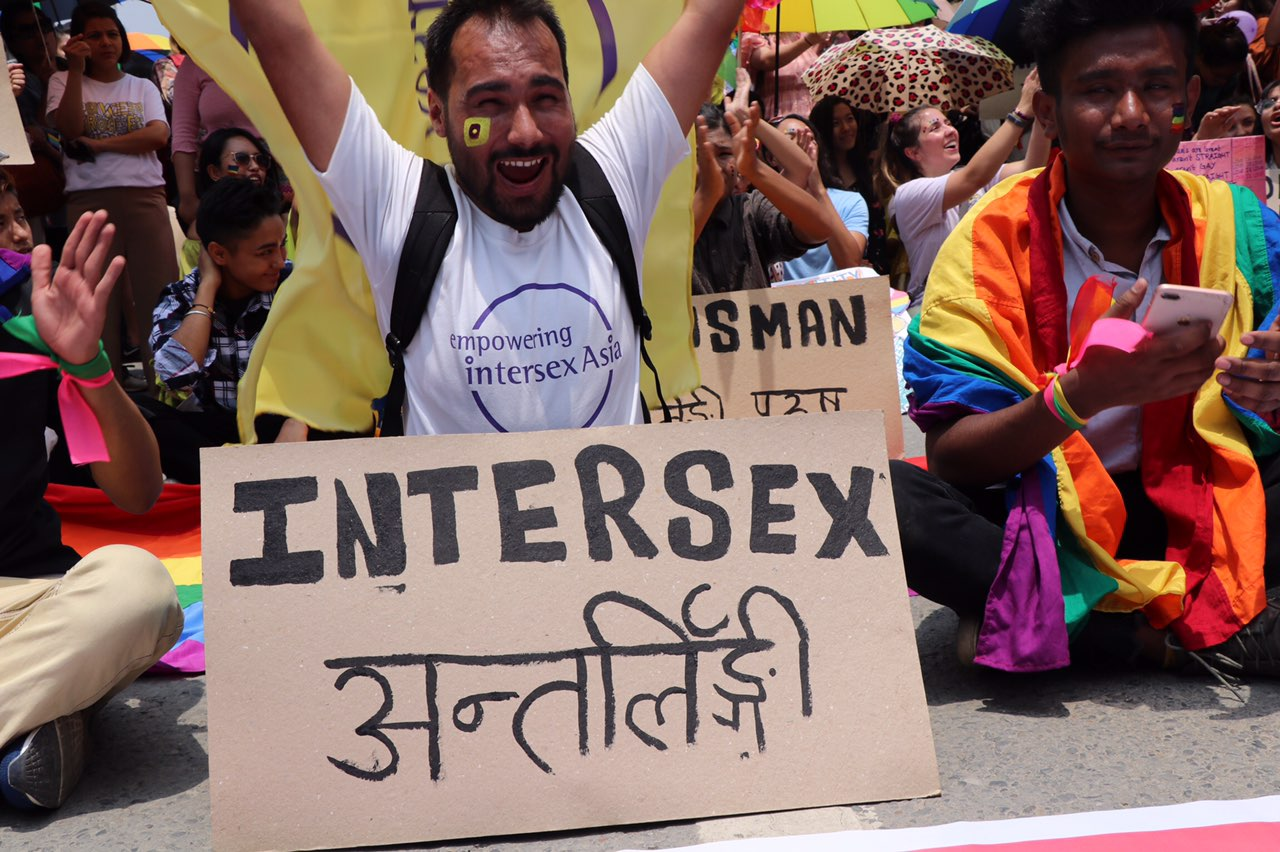

インターセックス・アジア（英語: Intersex Asia）は、インターセックスの権利のために活動するアジアを主体とした人権団体。

## 歴史
アジアにおけるインターセックスの連携的な活動はかつては乏しく、2012年にスウェーデンで開催された第2回国際インターセックス・フォーラムでは、アジアのインターセックス活動家を代表するのはHiker Chiuだけだった。
2018年2月10日にタイのバンコクで開催された最初のアジア・インターセックス・フォーラムで「インターセックス・アジア」は設立された。このフォーラムには、香港、インド、インドネシア、ミャンマー、ネパール、パキスタン、フィリピン、台湾、タイ、ベトナムからの参加者がいた。

## 活動
アジアのインターセックスの人々の人権を促進および保護することを目的としており、これには、身体の完全性、身体的自律性、および自己決定の権利が含まれる。
2021年にはCOVID-19に関するインターセックスの人々への影響についてのレポートをまとめている。